# Сирота Ігор Григорович
Ігор Григорович Сирота (нар. 8 квітня 1959) — український топ-менеджер, генеральний директор Укргідроенерго (2010 - 2025).
"Особливий" член Всеукраїнської енергетичної асамблеї. 

## Життєпис
Народився 8 квітня 1959 року у с. Градівка Городоцького району Львівської області. У 1978 році закінчив Львівське медичне училище, до 1997 року працював за фахом. З 1996 до 2001 року навчався у Львівській комерційній академії та отримав повну вищу освіту за спеціальністю “Менеджмент організацій”, здобувши кваліфікацію менеджера.

## Досвід роботи
1997 - 2005 роки - працював генеральним директором ТОВ “Прес-Брук”.
2005 - 2006 роки - працював радником генерального директора, начальником головного управління матеріально-технічних ресурсів та координації закупівель Державної адміністрації залізничного транспорту України (“Укрзалізниця”).
2006 рік - заступник голови Державного Комітету України з державного матеріального резерву.
2006 - 2010 роки - займався власним бізнесом.
Березень 2010 року - перший заступник голови правління ВАТ “Укргідроенерго”.
Березень 2011 року – обрано головою правління ВАТ “Укргідроенерго”.
Червень 2011 року – генеральний директор ПАТ “Укргідроенерго”.
Червень 2017 року - генеральний директор ПрАТ “Укргідроенерго”.
28 травня 2025 року звільнений зі займаної посади

## Робота в гідроенергетичній галузі
Ігор Сирота розпочав свій трудовий шлях в Укргідроенерго у березні 2010 року. За 10 років під його керівництвом  компанія успішно розвивається і є багаторічним лідером галузі. Товариство включено до переліку 15 підприємств державного сектору економіки, сумарні активи яких становлять 70% від загального показника у держсекторі.
До складу компанії входять 10 станцій на річках Дніпро та Дністер: Київська ГЕС та Київська ГАЕС, Канівська ГЕС, Кременчуцька ГЕС, Середньодніпровська ГЕС, Дніпровська ГЕС-1 та Дніпровська ГЕС-2, Каховська ГЕС, Дністровська ГЕС та Дністровська ГАЕС. Канівська ГАЕС та Каховська ГЕС-2 – в процесі підготовки до будівництва.

### Здобутки компанії під керівництвом Ігоря Сироти
- Введення в промислову експлуатацію гідроагрегатів Дністровської ГАЕС.
- Успішне продовження реалізації Проєкту реабілітації гідроелектростанцій за власні та кредитні кошти Світового банку, ЄБРР та ЄІБ. Так наразі в компанії реконструйовано 71 гідроагрегат із 103 наявних на ГЕС та ГАЕС.
- Реалізація важливих стратегічних проєктів, серед яких продовження будівництва Дністровської ГАЕС, будівництво Канівської ГАЕС та Каховської ГЕС-2.
- Стабільний фінансовий стан і позитивна динаміка розвитку Укргідроенерго. Сьогодні компанія є однією з найприбутковіших у державному секторі економіки України. Чистий дохід Товариства за 2019 рік склав 8 262,4 млн. грн.,  чистий прибуток – 3 222,6 млн. грн. Протягом багатьох років компанія є сумлінним платником податків. За підсумками роботи 2019 року Товариство сплатило в повному обсязі свої зобов’язання до бюджетів усіх рівнів – 3 228 млн. грн.
- В компанії впроваджено сучасну Стратегію корпоративної соціальної відповідальності.
- Компанія реалізує Програму розвитку гідроенергетики на період до 2026 року.
- В Товаристві здійснено масштабну реформу корпоративного управління. В рамках реорганізації створена Наглядова рада, кандидатури до якої погоджені Кабміном України.
- У березні 2018 Укргідроенерго визнано кращим підприємством України 2017 року згідно результатів Національного рейтингу якості товарів і послуг «Зірка якості». У 2019 році компанію двічі було визнано найкращим роботодавцем року: Товариство увійшло у ТОП-20 рейтингу HReformation, що був сформований виданням "Бізнес", а також компанія здобула міжнародну премію LUCA AWARDS у номінації «Роботодавець року». Звіт керівництва (звіт про управління) Товариства за 2018 рік здобув золото у номінації «Річний звіт» на одному з найбільших у світі конкурсів у сфері маркетингу, корпоративних комунікацій, друкованих та онлайн-матеріалів, а також PR-стратегій – MarCom Awards. Наприкінці року на форумі стейкхолдерів зелених змін «Екотрансформація 2019» компанія здобула нагороду «Еко-Оскар» за впровадження у діяльності Укргідроенерго прогресивних еко-проєктів та вагомий внесок в екологізацію бізнесу.

## Державна премія України в галузі науки і техніки
За роки роботи в енергетичній галузі Ігор Сирота здобув чимало нагород, серед яких Почесна грамота Кабінету Міністрів та Державна премія України в галузі науки і техніки 2017 року.
20 листопада відбулася офіційна церемонія вручення відзнак лауреатам Державної премії України в галузі науки і техніки 2017 року. Ігор Сирота отримав Державну премію за роботу «Створення оборотних гідроагрегатів Дністровської ГАЕС для підвищення ефективності об’єднаної енергетичної системи України», над якою працював у співавторстві з колегами.
Авторами на основі теоретичних досліджень і експериментів визначено концепцію побудови гідроакумулюючої електростанції з використанням оборотної гідромашини.
В праці визначено наукові основи підвищення енергоефективності ГАЕС шляхом створення нової проточної частини, яка поєднує високі характеристики енергокавітацій, як в насосному, так і в турбінному режимах.
Враховуючи перспективи розвитку ОЕС України передбачається, що Дністровська ГАЕС буде покривати пікову частину графіку навантажень, зменшувати провали навантажень в нічні години, одночасно поліпшуючи режими роботи теплових та атомних електростанцій, регулювати потужність, навантаження та міжсистемні перетоки, виробляти та споживати реактивну потужність, регулювати напругу в мережі.
Нагороду лауреатам вручав президент НАНУ Борис Патон.